# Magyaratád
Magyaratád is een plaats (község) en gemeente in het Hongaarse comitaat Somogy. Magyaratád telt 979 inwoners (2001).